# 한솔테크닉스
한솔테크닉스는 전기/전자 부품, 자동차 전장 부품, EMS, 에너지 솔루션 분야에서 뛰어난 경쟁력을 바탕으로 전기 전자 솔루션 Global Best Provider를 지향하는 코스피 상장 기업이다. 한솔그룹 계열사다.
매출구성은 전자부품 50%, 전장부품 5%, 휴대폰 28%, 반도체 13%, 솔라 4.3% 가량이다.

## 규모
시가총액 2,000억~3,000억 가량의 규모이다.